# Prisk Atal
Prisk Atal (lat: Priscus Atallus) je bio jedan od utjecajnih senatora u Rimskom carstvu, tj. u Zapadnom rimskom carstvu početkom 5. stoljeća. Bio je gradski prefekt 409. godine. Vizigoti su ga dva puta proglašavali za cara u Raveni, kako bi natjerali Honorija, pravog cara, da sklopi s njima povoljan dogovor. Oba puta Atal Prisk je samo kratko vladao, nekoliko meseci tijekom 409. godine i par mjeseci tijekom 414. godine. Prva vladavina Atala Priska se završila kada je Alarik I. pomislio da njegov položaj zapravo šteti pregovorima s Honorijem, a druga se neslavno završila kada su ga zarobili Honorijevi ljudi. Atal je onda proveden u Honorijevoj trijumfalnoj povorci 416. godine, prije nego što je umro u egzilu na Liparskim otocima.